# Беском (Огайо)
Беском (англ. Bascom) — переписна місцевість (CDP) в США, в окрузі Сенека штату Огайо. Населення — 397 осіб (2020).

## Географія
Беском розташований за координатами 41°7′45″ пн. ш. 83°17′13″ зх. д. / 41.12917° пн. ш. 83.28694° зх. д. (41.129042, -83.286920).  За даними Бюро перепису населення США в 2010 році переписна місцевість мала площу 3,92 км², уся площа — суходіл.

## Демографія
Згідно з переписом 2010 року, у переписній місцевості мешкало 390 осіб у 150 домогосподарствах у складі 114 родин. Густота населення становила 99 осіб/км².  Було 159 помешкань (41/км²).
Расовий склад населення:
| - 99,5 % — білих |

До двох чи більше рас належало 0,5 %. Частка іспаномовних становила 1,8 % від усіх жителів.
За віковим діапазоном населення розподілялося таким чином: 23,8 % — особи молодші 18 років, 62,1 % — особи у віці 18—64 років, 14,1 % — особи у віці 65 років та старші. Медіана віку мешканця становила 39,3 року. На 100 осіб жіночої статі у переписній місцевості припадало 109,7 чоловіків;  на 100 жінок у віці від 18 років та старших — 112,1 чоловіків також старших 18 років.
Середній дохід на одне домашнє господарство  становив 66 043 долари США (медіана — 67 619), а середній дохід на одну сім'ю — 76 785 доларів (медіана — 69 405). Медіана доходів становила 50 156 доларів для чоловіків та 34 861 долар для жінок. 
Цивільне працевлаштоване населення становило 260 осіб. Основні галузі зайнятості: освіта, охорона здоров'я та соціальна допомога — 38,1 %, виробництво — 23,1 %, науковці, спеціалісти, менеджери — 18,8 %, роздрібна торгівля — 17,7 %.